# César Romero (calciatore)
César Romero Zamora (Chula Vista, 2 agosto 1989) è un ex calciatore statunitense con cittadinanza messicana, di ruolo attaccante.

## Carriera
In carriera ha giocato 7 partite di qualificazione alle coppe europee, 5 per la Champions League, di cui 3 con la maglia del P'yownik e 2 con l'Alaškert, con cui ha giocato anche 2 partite di qualificazione per l'Europa League.

## Palmarès

### Club

#### Competizioni nazionali
- Coppa d'Armenia: 1

P'yownik: 2014-2015
- Campionato armeno: 1

P'yownik: 2014-2015

### Individuale
- Capocannoniere del campionato armeno: 1

2014-2015 (21 reti)